# ماكس دوفي
ماكس دوفي (بالإنجليزية: Max Duffy)‏ هو لاعب كرة قدم أسترالية أسترالي، ولد في 11 أبريل 1993.

## وصلات خارجية
- ماكس دوفي على موقع كلية كرة القدم في سبورتس رفرنس.كوم (الإنجليزية)
- ماكس دوفي على موقع AustralianFootball.com (الإنجليزية)
- ماكس دوفي على موقع AFLtables.com (الإنجليزية)